# Temple protestant de Boulogne-sur-Mer
Ne doit pas être confondu avec Temple protestant de Boulogne-Billancourt.
Le temple protestant de Boulogne-sur-Mer est un lieu de culte situé rue Basse des Tintelleries à Boulogne-sur-Mer, dans le Pas-de-Calais. La paroisse est membre de l'Église protestante unie de France.

## Historique
Une communauté réformée est fondée en 1839 à Boulogne. Elle acquiert un terrain en 1845 et fait élever un temple inauguré en 1852. Le premier pasteur est M. Poulain. Le temple est détruit pendant la guerre franco-allemande de 1870. Il est reconstruit en 1873 et inauguré le 26 août 1874, week-end commémoratif du massacre de la Saint-Barthélemy. Au début de la Seconde Guerre mondiale, en 1940, il est endommagé par un bombardement. Il est restauré après-guerre, sur les plans de l'architecte Rousselot et l'entreprise Duminy. L'édifice restauré est inauguré le 27 mai 1954. Son mobilier est recensé à l'inventaire général. 
L'édifice est désaffecté en 2017 et mis en vente,.

## Caractéristiques

### Extérieur
Le temple est un bâtiment très sobre, avec une façade de crépi gris, un portail peint en vert, en forme d'ogive, surmonté d'une longue croix latine blanche. Il est flanqué d'un clocher, ce qui lui donne l'allure d'une église. Le clocher est percé d'une baie géminée garni d'un vitrail.

### Intérieur
L'intérieur, d'une grande sobriété est enduit de blanc avec de sobres boiseries dans les parties basses. L’édifice possède un orgue de tribune de Merklin.